# Theodebert de Bavaria
Theodebert (de asemenea, Theodbert, Theudebert, Theotpert sau Theodo) (n. cca. 685 – d. cca. 719), membru al familiei Agilolfingilor, a fost duce de Bavaria într-un fel sau altul, de la 702 până la moarte.
Theodebert era cel mai vârstnic dintre cei patru fii ai ducelui Theodo al II-lea de Bavaria cu Folchaida. El a fost primul asociat la conducerea ducatului de către tatăl său, în 702, conducând de la Salzburg. În 711, cel de al doilea frate, Theodebald a fost la rândul său asociat la conducere, iar tatăl lor deja stabilea planul divizării ducatului la moartea sa. Cândva înainte de 715, împărțirea era stabilită, însă Nu se poate ști dacă această divizare a fost teritorială sau nu. Dacă a fost așa, pare potrivit să se considere că Theodebert ar fi avut reședința la Salzburg, ca și în anul 702.
Tatăl său îl pusese pe Theodebert să jure că îl va apăra de fiecare dată pe episcopul Rupert de Salzburg. De asemenea, Theodebert a acordat sprijin militar și conducătorilor longobarzi Ansprand și Liutprand în recucerirea de către aceștia a Italiei din 712. 
După moartea lui Theodo, ce patru frați s-au aflat în război unii cu alții, însă 719 erau cu toții morți, cu excepția lui Grimoald, care a rămas duce unic.
Theodebert a fost căsătorit cu Regintruda, cu care a avut un fiu și o fiică: Hugbert, unicul nepot al lui Theodo al II-lea, care va moșteni ducatul după moartea lui Grimoald, și Guntruda, care va deveni soția longobardului Liutprand. 